# Rząd Petra Nečasa
Rząd Petra Nečasa – rząd Republiki Czeskiej pod kierownictwem Petra Nečasa, powołany i zaprzysiężony przez prezydenta Václava Klausa 13 lipca 2010. Urzędował do 10 lipca 2013.

## Powołanie gabinetu
Gabinet powstał po wyborach parlamentarnych w 2010, które wygrała lewicowa Czeska Partia Socjaldemokratyczna (ČSSD). 28 czerwca 2010 przewodniczący Obywatelskiej Partii Demokratycznej (ODS) Petr Nečas został desygnowany przez prezydenta na stanowisko premiera. 12 lipca 2010 trzy centroprawicowe partie ODS, TOP 09 oraz Sprawy Publiczne (VV) podpisały porozumienie koalicyjne o utworzeniu wspólnego rządu. Partie te dysponowały większością 118 mandatów w 200-osobowej Izbie Poselskiej. 13 lipca 2010 doszło do zaprzysiężenia 15-osobowego gabinetu, składającego się z 6 członków z ODS, 5 z TOP 09 oraz 4 z VV. Po rozpadzie VV i utworzeniu przez jego część ugrupowania LIDEM – Liberalni Demokraci również ono zostało włączone w skład rządu.
Z powodu afery korupcyjnej związanej z Janą Nagyovą 17 czerwca 2013 Petr Nečas podał się do dymisji. Prezydent Miloš Zeman na nowego premiera desygnował Jiřía Rusnoka, a następnie zaprzysiągł rząd techniczny.

## Skład rządu
| Stanowisko                                                                     | Minister            | Ugrupowanie               | Okres urzędowania                        |
| ------------------------------------------------------------------------------ | ------------------- | ------------------------- | ---------------------------------------- |
| Premier                                                                        | Petr Nečas          | ODS                       | od 13 lipca 2010 do 10 lipca 2013        |
| Wicepremier Przewodniczący Rządowego Komitetu ds. Koordynacji Walki z Korupcją | Radek John          | VV                        | od 13 lipca 2010 do 20 maja 2011         |
| Wicepremier Przewodniczący Rządowego Komitetu ds. Koordynacji Walki z Korupcją | Karolína Peake      | VV, później LIDEM         | od 1 lipca 2011 do 10 lipca 2013         |
| Wicepremier Minister spraw zagranicznych                                       | Karel Schwarzenberg | TOP 09                    | od 13 lipca 2010 do 10 lipca 2013        |
| Minister spraw wewnętrznych                                                    | Radek John          | VV                        | od 13 lipca 2010 do 21 kwietnia 2011     |
| Minister spraw wewnętrznych                                                    | Jan Kubice          | bezpartyjny               | od 22 kwietnia 2011 do 10 lipca 2013     |
| Minister sprawiedliwości                                                       | Jiří Pospíšil       | ODS                       | od 13 lipca 2010 do 27 czerwca 2012      |
| Minister sprawiedliwości                                                       | Pavel Blažek        | ODS                       | od 3 lipca 2012 do 10 lipca 2013         |
| Minister finansów                                                              | Miroslav Kalousek   | TOP 09                    | od 13 lipca 2010 do 10 lipca 2013        |
| Minister rozwoju regionalnego                                                  | Kamil Jankovský     | VV, później LIDEM         | od 13 lipca 2010 do 10 lipca 2013        |
| Minister środowiska                                                            | Pavel Drobil        | ODS                       | od 13 lipca 2010 do 21 grudnia 2010      |
| Minister środowiska                                                            | Tomáš Chalupa       | ODS                       | od 17 stycznia 2011 do 10 lipca 2013     |
| Minister przemysłu i handlu                                                    | Martin Kocourek     | ODS                       | od 13 lipca 2010 do 14 listopada 2011    |
| Minister przemysłu i handlu                                                    | Martin Kuba         | ODS                       | od 16 listopada 2011 do 10 lipca 2013    |
| Minister obrony                                                                | Alexandr Vondra     | ODS                       | od 13 lipca 2010 do 7 grudnia 2012       |
| Minister obrony                                                                | Karolína Peake      | VV, później LIDEM         | od 12 grudnia 2012 do 20 grudnia 2012    |
| Minister obrony                                                                | Vlastimil Picek     | bezpartyjny               | od 19 marca 2013 do 10 lipca 2013        |
| Minister transportu                                                            | Vít Bárta           | VV                        | od 13 lipca 2010 do 21 kwietnia 2011     |
| Minister transportu                                                            | Radek Šmerda        | bezpartyjny               | od 21 kwietnia 2011 do 1 lipca 2011      |
| Minister transportu                                                            | Pavel Dobeš         | VV, później LIDEM         | od 1 lipca 2011 do 3 grudnia 2012        |
| Minister transportu                                                            | Zbyněk Stanjura     | ODS                       | od 12 grudnia 2012 do 10 lipca 2013      |
| Minister rolnictwa                                                             | Ivan Fuksa          | ODS                       | od 13 lipca 2010 do 4 października 2011  |
| Minister rolnictwa                                                             | Petr Bendl          | ODS                       | od 6 października 2011 do 10 lipca 2013  |
| Minister szkolnictwa, młodzieży i sportu                                       | Josef Dobeš         | VV                        | od 13 lipca 2010 do 31 marca 2012        |
| Minister szkolnictwa, młodzieży i sportu                                       | Petr Fiala          | bezpartyjny               | od 2 maja 2012 do 10 lipca 2013          |
| Minister pracy i spraw socjalnych                                              | Jaromír Drábek      | TOP 09                    | od 13 lipca 2010 do 31 października 2012 |
| Minister pracy i spraw socjalnych                                              | Ludmila Müllerová   | TOP 09                    | od 16 listopada 2012 do 10 lipca 2013    |
| Minister zdrowia                                                               | Leoš Heger          | TOP 09                    | od 13 lipca 2010 do 10 lipca 2013        |
| Minister kultury                                                               | Jiří Besser         | bezpartyjny z rek. TOP 09 | od 13 lipca 2010 do 16 grudnia 2011      |
| Minister kultury                                                               | Alena Hanáková      | TOP 09                    | od 20 grudnia 2011 do 10 lipca 2013      |
| Przewodniczący Rady Legislacyjnej                                              | Jiří Pospíšil       | ODS                       | od 13 lipca 2010 do 13 lipca 2011        |
| Przewodniczący Rady Legislacyjnej                                              | Karolína Peake      | VV, później LIDEM         | od 13 lipca 2011 do 12 grudnia 2012      |
| Przewodniczący Rady Legislacyjnej                                              | Petr Mlsna          | bezpartyjny z rek. LIDEM  | od 12 grudnia 2012 do 10 lipca 2013      |
| Minister bez teki                                                              | Petr Mlsna          | bezpartyjny z rek. LIDEM  | od 12 grudnia 2012 do 10 lipca 2013      |